# James Short

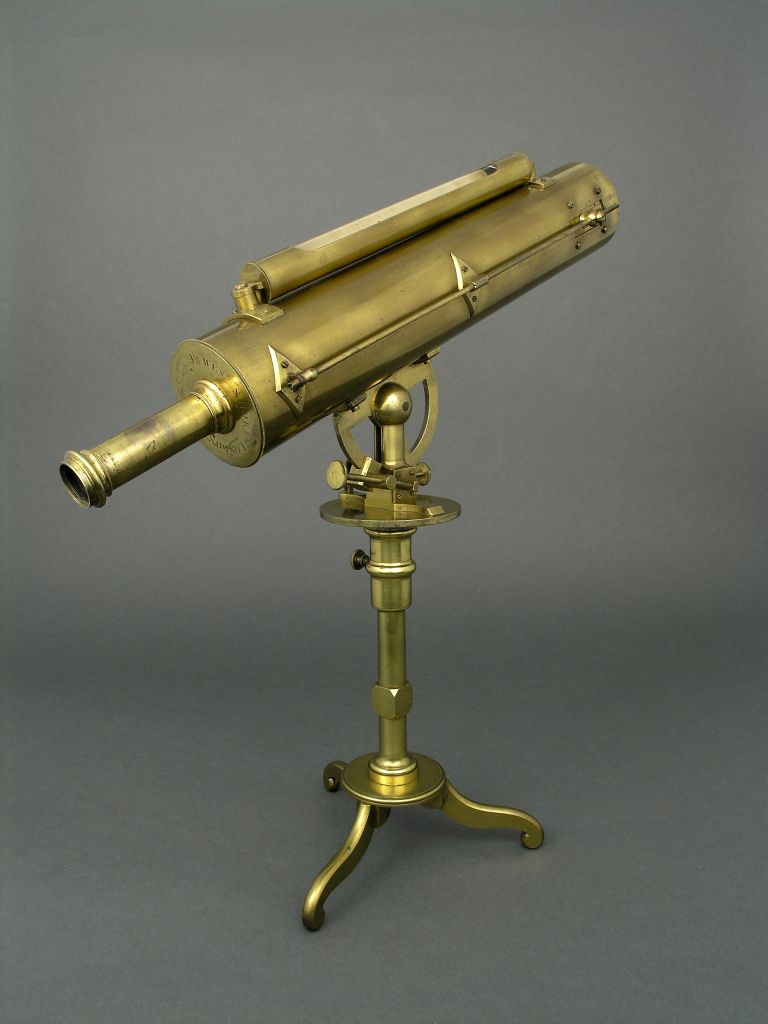
Messing-Teleskop von James Short, heute in der Sammlung des Birmingham Thinktank-Technik-Museums

James Short (* 10. Juni 1710 in Edinburgh, Schottland; † 14. Juli 1768 in London) war ein britischer Mathematiker, Optiker und Teleskopbauer.
Früh verwaist, kam er an die Royal High School und 1726 an die Universität Edinburgh, um Theologie zu studieren. Hier wurde jedoch Colin Maclaurin (1698–1746), Professor für Mathematik, auf Short aufmerksam und regte ihn an, sich auf die Herstellung von Teleskopspiegeln zu spezialisieren. Mac Laurin überließ ihm ab 1732 seine Räume für optische Experimente und die Konstruktion von Spiegelfernrohren.

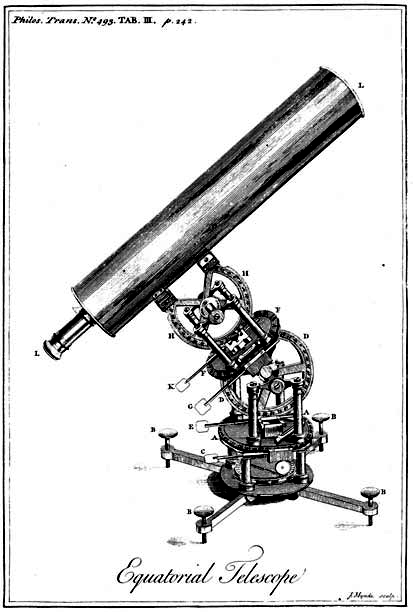
Spiegelteleskop von James Short

## Meister des Teleskopbaus
Short wollte den Gregory-Teleskoptyp verbessern und benützte zunächst noch Glas für die Spiegel, wie es James Gregory seinerzeit empfohlen hatte. Später – und nach Erfahrungsaustausch mit John Mudge (1721–1793) – verwendete er jedoch nur noch Metallspiegel, die damals aus Speculum waren, einer Kupfer-Zinn-Legierung. Dadurch gelang es ihm schließlich, den Hauptspiegel genau als Paraboloid zu schleifen und den Fangspiegel ellipsoidisch. Die hohe Bildschärfe seiner Produkte machte sie bald europaweit bekannt; er baute fast 1400 Teleskope, wovon 110 bis heute erhalten sind.
Berühmt wurde sein großer 18-Zoll-Gregory für den spanischen König (1752). Die meisten seiner kleineren Spiegel hatten Öffnungsverhältnisse zwischen 1:4 und 1:6 und Brennweiten von 6 bis 12 Fuß. Ein 9-Zoll Newtonteleskop mit 1:8 für die Sternwarte Greenwich wurde später allerdings von einem ähnlichen Instrument Herschels übertroffen.
Als er Fellow der Royal Society wurde, ließ er sich 1738 in London nieder. 1753 graduierte er an der renommierten St. Andrews University und gründete hier die Edinburgh Philosophical Society. 1757 ernannte ihn die Kgl.Schwedische Akademie der Wissenschaften zum korrespondierenden Mitglied.
Zu seinem Lebensende († 1768 in London) konnte Short auf eine beachtliche Berufslaufbahn zurückblicken.

## Astronomische Arbeiten
Über viele Beobachtungen kommunizierte Short mit der Royal Society, u. a. zu Polarlichtern, Finsternissen und Sternbedeckungen. 1740 sichtete er einen Venusmond in gleicher Lichtphase wie der Planet, was aber rätselhaft blieb. Aus seinen Messungen des Venusdurchgangs 1761 und anderen aus Europa und Südafrika berechnete er die Sonnenparallaxe zu 8.65", was lange als Referenz galt. Aus vier Merkurtransits bestimmte er die astronomische  Längendifferenz zwischen Greenwich und Paris. Auch ein neuartiges Äquatorial geht auf ihn zurück.
Zu seinen Ehren wurde 1935 der Mondkrater Short nach ihm benannt und 2022 der Asteroid (5627) Short.

## Short-Sternwarte
1776 kehrte James’ Bruder Thomas Short nach Edinburgh zurück und brachte dessen großes, 12-füßiges Spiegelteleskop (3,7 m Brennweite) mit, um hier ein kommerzielles Observatorium zu errichten. Es ergab sich jedoch anders: 1736 hatte der Edinburgher Mathematiker und Geodät Colin Maclaurin Geld für eine Universitätssternwarte gesammelt. Infolge des Jakobiter-Aufstandes von 1745 blieben die Mittel ungenützt und wurden nun für einen Sternwartebau auf dem Calton Hill der Stadt freigegeben.
Das Short-Observatoriums wurde von James Craig als klassizistische Festung erbaut und zum ersten Sternwartengebäude der späteren City Observatory. Aus finanziellen Gründen kam aber nur der erste der geplanten Türme zur Ausführung. Thomas Short bewohnte und leitete die Sternwarte bis zu seinem Tod 1788. Später wurde im Bereich des jetzigen Playfair Building ein zweites Observatorium errichtet.